# میتوتان
میتوتان (به انگلیسی: Mitotane)
رده درمانی: داروهای مؤثر بر نئوپلاسم.
اشکال دارویی: قرص

## موارد مصرف
میتوتان در درمان کارسینومای بخش قشری غده فوق کلیوی (غیرقابل جراحی) و سندرم کوشینگ مصرف می‌شود.

## مکانیسم اثر
میتوتان ظاهراً فعالیت بخش قشری غده فوق کلیوی را کاهش می‌دهد. مکانیسم اثر آن ممکن است درارتباط با کاهش فعالیت غده فوق کلیوی باشد. این دارو از سم DDT مشتق شده‌است.

## عوارض جانبی
نارسایی بخش قشری غده فوق کلیوی، تیره شدن پوست، اسهال، سرگیجه، خواب‌آلودگی، کاهش اشتها، افسردگی روانی، تهوع و استفراغ، بثورات جلدی و خستگی از عوارض شایع میتوتان‌هستند.